# Albert Trotrot-Dériot
Albert Trotrot-Dériot est un critique d'art, maître de chapelle et directeur de la revue La Petite Maîtrise.

## Biographie
Il fait la connaissance d'Edmond Maurat aux Concerts Colonne. Affligé de surdité précoce, il avait une petite fortune qu'il a perdu à cause de Ricciotto Canudo. Il accueille aussi l'écrivain autrichien Edouard Guerber. Il présente Edmond Maurat à Jules Écorcheville.
Il rencontre aussi Henri Doyen, alors élève de Louis Vierne.
Il est directeur de la revue musicale La Petite Maîtrise,.

## Hommage
Il est le dédicataire de la Pièce en ut majeur (Contemplation) de la compositrice Mel Bonis.

## Sources
- Edmond Maurat, Souvenirs musicaux et littéraires, Université de Saint-Etienne, 1977 (lire en ligne), p. 12
- Henri Doyen, Mes leçons d'orgue avec Louis Vierne: Souvenirs et témoignages, FeniXX réédition numérique, 1er janvier 1966 (ISBN 978-2-307-08727-4, lire en ligne)
- Étienne Jardin, Mel Bonis (1858-1937) : parcours d'une compositrice de la Belle Époque, 2020 (ISBN 978-2-330-13313-9 et 2-330-13313-8, OCLC 1153996478, lire en ligne)